# Karel Javůrek

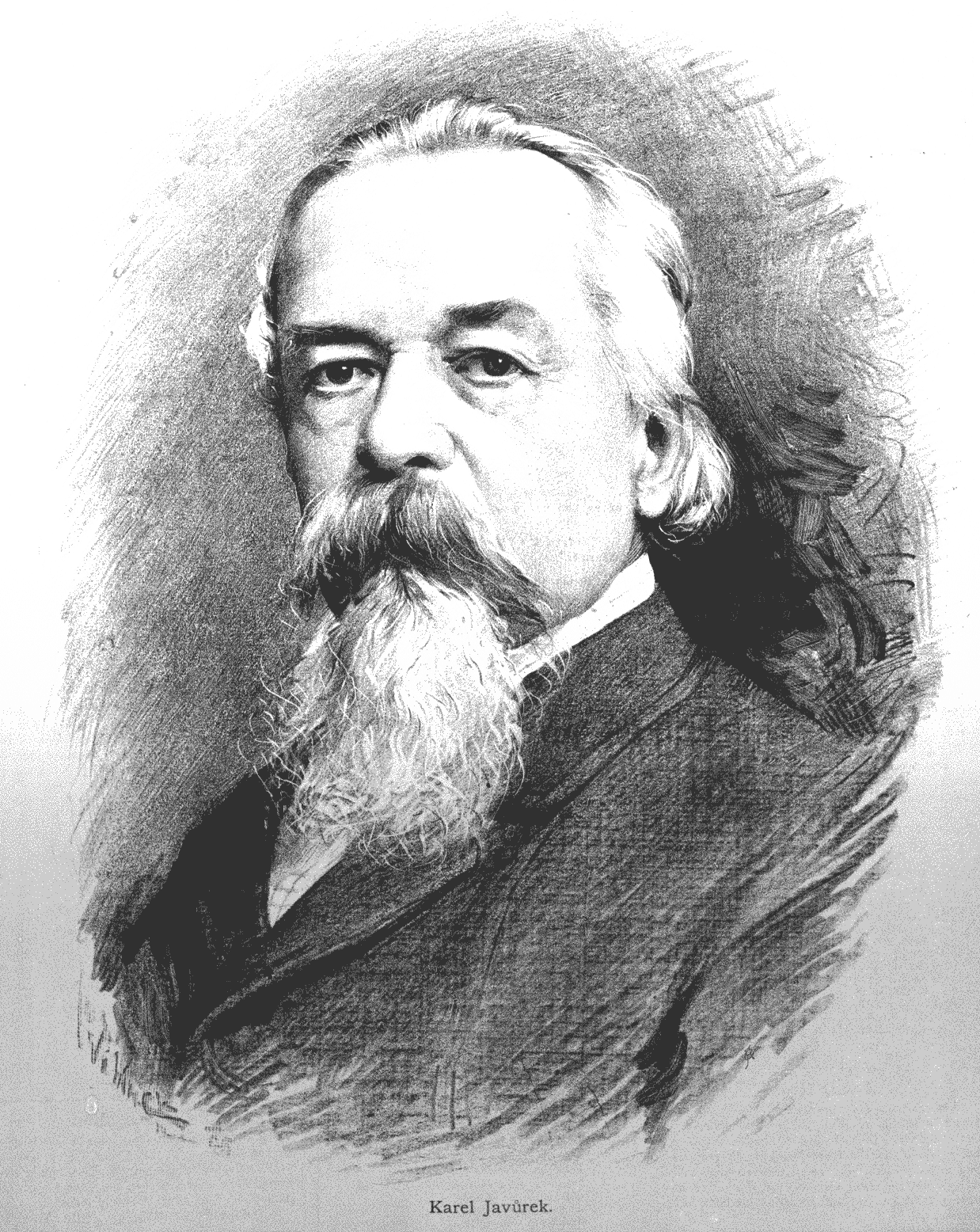
Retrato de Karel Javůrek

Karel Javůrek (Praga, 30 de julio de 1815 - Praga, 23 de marzo de 1909) fue un pintor checo. Estudió en la academia de Praga (con František Tkadlík y Christian Ruben), más tarde en Viena (con Danhauser) y en París (con Couture). En lugar del clasicismo italiano, se dejó influir por las escuelas del Occidente y Norte de Europa, inspirándose luego en la historia de la nación Checa.

## Obras
Entre sus obras destacan:
- Santa Ludmila (1841)
- Hus despidiéndose de sus coterráneos (1846)
- La muerte de Juan de Luxemburgo (1847)
- Hus, Jerónimo y Zizka (1849)
- San Juan Nepomuceno (retablo en Nova Ves, 1853)
- La novia muerta (1853)
- El cautivo (1856)
- San Iván (1858)
- El rey Lear (1866)
- El regreso de Palestina (1867)
- La soldadesca de la guerra de los Treinta Años (1868)
- Dragomira encuentra el cadáver de San Wenceslao (1869)
- El asesinato de Svatopluk (1873)
- San Pedro (1876)
- San Pablo (1876)
- Piedad (1879)
- La tentación de San Antonio (1880)
- El consuelo (1881)
- La reconciliación de Federico y Conrado (1883)
- Un rapto frustrado (1884)
- Luis XI de Francia y San Francisco de Paula (1885)
- La detención de Zavis de Rosenberg (1895)
- Jesucristo en Emaus